# Коновницын, Эммануил Иванович
Граф Эммануи́л Ива́нович Коновни́цын (11 июня 1850, Харьков — 29 августа 1915) — один из лидеров Союза русского народа.

## Биография
Происходил из рода Коновницыных — внук героя Отечественной войны 1812 года, воспитателя российского императора Николая I графа Петра Коновницына, сын участника заговора декабристов Ивана Коновницына.
Получил воспитание в частном пансионе в Швейцарии.
В 1869 году окончил Михайловское артиллерийское училище, служил в Московском военном округе.
В 1872 году вышел в отставку в чине подпоручика, после чего поселился в родовом имении Кярово и занялся сельским хозяйством.
В 1873 году, в память о своем отце, основал в своём имении ремесленную школу для 87 мальчиков и содержал её на собственные средства.
В 1879 году школа была закрыта, а в 1882 году здание продано гдовской городской управе для размещения внутреннего военного гарнизона.
С 1881 года по 1887 год был Гдовским уездным предводителем дворянства и председателем уездного земского собрания. Также был председателем уездного училищного совета и почётным мировым судьёй.
Действительный член Русского Собрания с момента основания в 1900 году.
В 1905 году стал одним из основателей Союза русского народа (СРН), членом его Главного совета.
В 1906 году обратился к военному министру А. Ф. Ре́дигеру с письмом, в котором просил содействия в открытии отделений СРН в армии. К письму прилагалась брошюра с основными положениями программы СРН, которую предлагалось распространить среди войск.
В 1907 году стал одним из инициаторов раскола СРН (вместе с Н. Е. Марковым).

С 1909 года — товарищ (заместитель) председателя Главного совета СРН, с апреля 1910 года по ноябрь 1912 года исполнял обязанности председателя Главного совета СРН. С 1912 года до смерти — почётный председатель.